# 土質力学
土質力学（どしつりきがく、英語：soil mechanics）は、土の力学的性質や透水性などの各性質、地盤内の応力と変位、土圧、支持力、斜面の安定などの理論と応用について扱う力学である。
より広い分野の工学をさす地盤工学 (geotechnics) と類義である。土木工学の基礎となる3力学「構造力学」・「水理学」「土質力学」のうちの一つを形成する。

## 土質力学の基礎理論

### 物理量
土は、
- 土粒子 (soil particles)
- 水 (water)
- 空気 (air)

の3相から構成されている。体積をそれぞれ Vs, Vw, Va で表し、質量をそれぞれ ms, mw, ma(=0) で表す。したがって、土の体積 V = Vs + Vw + Va、土の質量 m = ms + mwとなる。
水と空気の2相を合わせて、間隙（void、添字：v）とも呼ぶ。
これらを用いて、

モデル図。上から順に空気、水、土粒子。

- 間隙比 (Void ratio)　e = Vv/Vs
- 間隙率 (Porosity)　n = Vv/V
- 飽和度 (Degree of Saturation)　Sr = Vw/Vv×100 (%)
- 含水比 (Water content)　w = Ww/Ws×100 (%)
- 体積含水比 (Water content by volume)　θ =Vw/V×100 (%)
- 鋭敏比 (Sensitivity ratio)　St = 乱さない土の一軸圧縮強さ / 乱した土の一軸圧縮強さ
- 土粒子の密度　（density of soil particles (g/cm3)）
- 土粒子の比重　（specific gravity of soil (単位なし））
- 相対密度 (Relative density)　Dr = (emax - e) / (emax - emin)

などの物理量がよく用いられる。含水比は締固め（後述）に影響し、鋭敏比は「攪乱による強度の低下」を意味し、相対密度は「砂の締まり具合」を表す。
また、含水比の変化に伴う土の状態（コンシステンシー）を示すには、次のようなパラメータが用いられる。
- 塑性指数 (Plasticity index)　Ip = wL - wp
- 液性指数 (Liquidity index)　IL = (w - wp) / Ip
- コンシステンシー指数 (Consistency index)　Ic = (wL - w) / Ip

### 粒度分布
ある粒径をもった土粒子の混合割合を粒度という。普通、ふるい分け試験によって得られた重量比で示される。ふるい分け試験では、目の粗いふるいを上から順番に重ね、試料を一番上に乗せてふるうことで、土が粒径ごとに分けられる。
ある粒径のふるい目を通過した土の量の重量百分率(%)を縦軸に、粒径を対数目盛の横軸にしてプロットしたものを粒径加積曲線という。このグラフから重量百分率50%にあたる粒径を、有効粒径 {\displaystyle D_{50}} と定義する。これが、ある土の中の代表的な大きさの粒子ということになる。
近年ではこの篩い分け法の迅速な代替法として光回折、散乱、画像イメージングなどの各種原理による粒度分布測定装置による測定も実施されている。
さて、土の粒度分布特性を表す指標として，次式で定義される均等係数 {\displaystyle U_{C}} と曲率係数 {\displaystyle {U_{C}}}' が用いられる。
均等係数：　 {\displaystyle U_{C}={\frac {D_{60}}{D_{10}}}}
曲率係数：　 {\displaystyle U_{C}'={\frac {(D_{30})^{2}}{D_{10}{\times }D_{60}}}}
ここで， {\displaystyle D_{10}} ： 10%通過粒径， {\displaystyle D_{30}} ： 30%通過粒径， {\displaystyle D_{60}} ： 60%通過粒径
均等係数 {\displaystyle U_{C}} は，粒径加積曲線の傾きを表す指標であり， {\displaystyle U_{C}} が大きくなるほど粒度分布幅が広いことを示す。従来， {\displaystyle U_{C}} が4〜5以下の土を「粒度分布が悪い」， {\displaystyle U_{C}} ≧10 の土を「粒度分布が良い」と表していた。2000年の地盤工学会基準改定（JGS0051-2000）により，細粒分含有率が5%未満の土について， {\displaystyle U_{C}} ≧10 のとき「粒径幅の広い」， {\displaystyle U_{C}} ＜10 のとき「分級された」と呼ばれるようになった。
土質材料のうち、粒径が75µm未満のシルトや粘土を細粒分、75µm以上の砂分や礫分を粗粒分と呼ぶ。全土質重量の中で細粒分が占める重量百分率のことを細粒分含有率{\displaystyle F_{c}}として表している。この細粒分含有率は、土質区分の判別やコンシステンシーをはじめとする工学的特長の推定、地震時に地盤が液状化するかしないかの液状化判定に用いられる。

### 工学的分類
分類法の例として、米国の統一分類法 (Unified Classification System) がある。
| 74µふるい通過量 50%以下：粗粒土 | 4760µふるい通過量 50%以下：礫G | 74µふるい通過量5%以下、非塑性 | Uc>4, U'c=1-3 GW その他 GP |
| 74µふるい通過量 50%以下：粗粒土 | 4760µふるい通過量 50%以下：礫G | 74µふるい通過量5-12%、0<Ip<5  | GW-GM GP-GM                |
| 74µふるい通過量 50%以下：粗粒土 | 4760µふるい通過量 50%以下：礫G | 74µふるい通過量5-12%          | GW-GC GP-GC                |
| 74µふるい通過量 50%以下：粗粒土 | 4760µふるい通過量 50%以下：礫G | 74µふるい通過量12-49%         | GM GC                      |
| 74µふるい通過量 50%以下：粗粒土 | 4760µふるい通過量 50%以上：砂S | 74µふるい通過量5%以下、非塑性 | Uc>6, U'c=1-3 SW その他 SP |
| 74µふるい通過量 50%以下：粗粒土 | 4760µふるい通過量 50%以上：砂S | 74µふるい通過量5-12%、0<Ip<5  | SW-SM SP-SM                |
| 74µふるい通過量 50%以下：粗粒土 | 4760µふるい通過量 50%以上：砂S | 74µふるい通過量5-12%          | SW-SC SP-SC                |
| 74µふるい通過量 50%以下：粗粒土 | 4760µふるい通過量 50%以上：砂S | 74µふるい通過量12-49%         | SM SC                      |
| 74µふるい通過量 50%以上：細粒土 | A線より下： シルトM            | wL≧50 MH wL<50 ML             | wL≧50 MH wL<50 ML          |
| 74µふるい通過量 50%以上：細粒土 | A線より上： 粘土C              | wL≧50 CH wL<50 CL             | wL≧50 CH wL<50 CL          |
| 74µふるい通過量 50%以上：細粒土 | 有機質土O                      | wL≧50 OH wL<50 OL             | wL≧50 OH wL<50 OL          |
| 極めて有機質な土：ピートPt      |                                |                               |                            |

上記の分類を元に日本の土質に合う日本統一土質分類法（地盤工学会基準：JGS 0051）が定められた。国際規格による分類（ISO 14688-1:2002,ISO 14688-2:2004）と日本統一土質分類法はJIS規格を介して整合性が図られることとなった。

### 透水性
土は種類によって水の通し具合が大きく異なる。詳細は透水性の項を参照。

### 締固め
土は、締固めることによって、より強く、より固くなる性質を持つ。土構造物を建設する際には十分な締固めが行われなければならないが、締固めの効率は、その方法および土の含水比に大きく左右される。最も締固め効率のよい含水比を最適含水比 (W optimum)と呼ぶ。

### 土の強度

土の限界状態を示すロスコー面

土の破壊は普通、せん断破壊であるから、土の強度といえばせん断強度をさす。強度の測定には主に、一面せん断試験、三軸圧縮試験、一軸圧縮試験が用いられる。
せん断試験には以下のようなものがある。
- 室内試験
  - 直接せん断試験
    - 一面せん断試験
    - 単純せん断試験
    - リングせん断試験

  - 間接せん断試験
    - 一軸圧縮せん断試験
    - 三軸圧縮せん断試験
- 現場試験
  - ベーンせん断試験

### 地盤内の応力と変位
地盤の上に荷重がかかったときに、地盤内にどのような応力が作用し、どれだけ変形を生じるかを知ることは、工学上非常に重要である。代表的な解析法にはブシネスク（Boussinesq）の理論がある。

### 土圧
土圧 (Earth Pressure)とは、地盤内における土による圧力のことで、状態によって静止土圧、受動土圧、主働土圧に分類される。

### 地盤の支持力
地盤は上に立てた構造物の荷重を支えなければならない。しかし、その荷重が地盤の支持力を上回ると、地盤は崩壊してしまう。そのため、十分な支持力を発揮させるために、構造物を基礎で支えるなどの処置がとられる。
基礎の静力学的支持力公式であるテルツァーギの支持力公式（英語: Terzaghi's Bearing Capacity Theory）によると、幅B 、根入れ深さDf の浅い基礎の支持力 q は、
{\displaystyle q=cN_{\mathrm {c} }+{\frac {1}{2}}\gamma _{1}BN_{\gamma }+\gamma _{2}D_{\mathrm {f} }N_{\mathrm {q} }}
で表される。ここで Nc 、Nγ 、Nq は支持力係数、c は粘着力である。一般に、幅が広く深い基礎ほど大きな支持力が期待できる。

### 斜面の安定
土はせん断強度と粘着力をもつから、ある程度の傾斜をかけても自立することができる。しかし、その限度を超えると斜面崩壊を生じ、民家や人命などを奪うこともある。
斜面の安全度は、想定した滑り面における、せん断強度と生じるせん断力との比で評価される。
安全率 Fs = せん断強度 / せん断力

### 液状化
液状化とは地震等の繰り返し荷重により地盤が支持力を失う現象である。